# Theo Klauß
Theo Klauß (* 1949) war von 1996 bis 2014 Professor für Pädagogik für Menschen mit geistiger Behinderung an der PH Heidelberg. Er ist Mitglied des Bundesvorstandes der Lebenshilfe, Vorstandsvorsitzender des Heidelberger Lebenshilfe-Ortsvereins, Vorstand und stellvertretender Vorsitzender der Deutschen Gesellschaft für Seelische Gesundheit von Menschen mit geistiger Behinderung (DGSGB) sowie Mitglied in der Deutschen interdisziplinären Gesellschaft zur Forschung für Menschen mit geistiger Behinderung (DiFGB).

## Forschungstätigkeit
- Bildung für Alle - Gemeinsames Lernen durch inklusive Didaktik (BALD)
- Lernen in heterogenen Gruppen in Außenklassen in Baden-Württemberg
- Kommunikations-Analysen zur Facilitated Communication bei Menschen mit Autismus (KAFCA)
- Kompetenzzentrum Forschung, Entwicklung, Beratung für Menschen mit schwerer Behinderung und hohem Hilfebedarf (FUTUR)
- Fortbildung und internationale Kooperation mit Education for all children (EACH)
- Forschung zur schulischen Bildung von Kindern und Jugendlichen mit schwerer und mehrfacher Behinderung - Bildungsrealität von SchülerInnen mit schwerer Behinderung in Baden-Württemberg (BiSB)
- 2002–2006 Wissenschaftliche Begleitung des Projektes Wohntraining für Menschen mit Asperger Autismus der Lebenshilfe Nürnberg
- 2006 Evaluation der Angebote und wissenschaftliche Begleitung der Offenen Hilfen Heidelberg

## Werke (Auswahl)
- Klauß, Theo (2008): Wohnen so normal wie möglich. Ein Wohnprojekt für Menschen mit Autismus (Asperger-Syndrom). Heidelberg: Universitätsverlag Winter. ISBN 978-3-8253-8336-7
- Klauß, Theo (2006) (Hg.): Geistige Behinderung - Psychologische Perspektiven. Heidelberg: Universitätsverlag Winter. ISBN 978-3-8253-8330-5
- Klauß, Theo (2005): Ein besonderes Leben. Grundlagen der Pädagogik für Menschen mit geistiger Behinderung. Ein Buch für Pädagogen und Eltern. 2te Aufl. Heidelberg: Universitätsverlag Winter. ISBN 9783825383183
- Kane, John F. & Klauß, Theo (2003) (Hg.): Die Bedeutung des Körpers für Menschen mit geistiger Behinderung. Zwischen Pflege und Selbstverletzung. Heidelberg: Universitätsverlag Winter. ISBN 9783825383183
- Klauß, Theo & Lamers, Wolfgang (2003) (Hg.): Alle Kinder alles lehren … Grundlagen der Pädagogik für Menschen mit schwerer und mehrfacher Behinderung. Heidelberg: Universitätsverlag Winter. ISBN 3-8253-8307-5
- Lamers, Wolfgang & Klauß, Theo (2003) (Hg.): Alle Kinder alles lehren … aber wie? Theoriegeleitete Praxis bei Menschen mit schwerer Behinderung. Düsseldorf: Verlag Selbstbestimmtes Leben. ISBN 3-910095-55-0
- Klauß, Theo (2003) (Hg.): Geistige Behinderung und Sucht. Eine Herausforderung im Spannungsfeld von Selbstbestimmung und Fürsorge. Berlin: DGSGB. Volltext online verfügbar unter http://www.dgsgb.de/downloads/band%207.pdf